# Sinkinezija
Sinkinezíja (grško starogrško συγ: syn - ob + starogrško κίνησις: kinesis - gibanje) ali pridrúženi gíb je sopojav nehotenega mišičnega giba, ki spremlja hoten gib, tj. asociiran premik. Nastane po poškodbi ali kirurški (iatrogeni) prekinitvi nevrona in je sekundarna posledica napačne povezave nevronov po poškodbi. Kot primer sinkinezije lahko opišemo nehoteno gubanje čela ali mežikanje ob namernem plapolanju nosnic.

## Vzroki
Večina primerov sinkinezij se razvije po tem, ko pride do prekinitve nevrona, večinoma torej po poškodbi aksona. Možni vzroki so:
- vnetje,
- travma ,
- kirurški (iatrogeni) vzroki,
- tumor.

## Etiologija in mehanizem delovanja
Nevron ima majhen potencial regeneracije. Ko se nevron med celjenjem napačno poveže oziroma ko se delež vlaken (okoli 50 %) poveže z vlakni drugega nevrona, pride do t. i. fenomena miswiringa. Gre za nevronska omrežja, ki so zmožna producirati stranske poti in so nadomestitev za izgubljeno oživčenje. To vodi do pomembnega obvoda signala in spremenjenega živčnega prevajanja (nevrokondukcije), spremenjene biosignalne orientacije, smeri in distribucije ter zato do napačnega prenosa informacije. V praksi to pomeni, da živčni končiči namesto točno določenih mišic oživčujejo med drugim tudi druge, »neprave« mišice, ki jih v normalnih okoliščinah ne bi oživčevali. Rezultat je, da živčni končiči prejmejo ukaz za hoten gib, prav tako pa isti ukaz teče tudi po napačno vezanih nevronih, ki posledično inducirajo nehotene gibe v drugih mišičnih skupinah. 
Redko, kot npr. pri Kallmanovem sindromu ali Marcus-Gunnovem fenomenu, je sinkinezija podedovana in ne pridobljena.
Večina motoričnih motenj se pojavi na obrazu in očesnih mišicah, saj so prizadeti predvsem možganski živci. Nastanejo pa lahko tudi drugod, vendar so redkejše; npr. bimanualna sinkinezija, kjer ena roka recipročno ponavlja gibe za drugo roko. Tako poznamo več oblik sinkinezij.

## Obrazne oblike sinkinezij
Najpogosteje se pojavijo po paralizi obraznega živca (n. facialisa; VII. živec), tako paralizo pa imenujemo Bellova paraliza.
Bellova paraliza se pokaže:
- s povešenim ustnim kotom ipsilateralno (istostransko), iz katerega pa uhaja slina ali tekočine,
- oko se ne zapira do konca; istostranska polovica čela se manj naguba in nazolabialna brazda je plitvejša,
- prisotne so lahko motnje okusa in bolečine v ušesu ali za njim.

Gre za posledico poškodbe obraznega živca na delu poti, ki poteka skozi kost. Marsikdo ob pogledu na bolnika zaradi oslabelosti obraznega živca in posledične istostranske paralize polovice obraza pomisli na možgansko kap, vendar so za le-to značilne tudi težave z okončinami ali z govorjenjem.
V večini primerov se paraliza obraznega živca popravi v nekaj tednih brez zdravljenja. Majhen odstotek bolnikov navaja nekatere simptome, kot so sinkinezije, vse življenje. Možnost zdravljenja Bellove paralize, v kolikor se ne popravi sama, je elektrostimulacija, ki pa promovira nastanek sinkinezije.
Najpogostejše klinične slike: 
- mežikanje ob hotenem smejanju,
- gibi v sredini obraza pri hotenem zapiranju oči,
- skrčenje platizme ob hotenem nasmehu,
- hiperlakrimacija – fenomen krokodiljih solz med žvečenjem hrane.

## Sinkinezije zunanjih očesnih mišic
Zunanjih šest očesnih mišic oživčujejo trije živci, in sicer okulomotorični živec (n. oculomotorius, III. živec), trohlearni živec (n. trochlearis, IV. živec) in abducentni živec (n. abducens, VI. živec).
Primeri:
- Ob želeni abdukciji prizadetega očesa se zrklo premakne navznoter (addukcija), veka pa se vzdigne (elevacija).

To nastane pri interakciji abducentnega živca in ene veje okulomotoričnega živca. Hotena aktivacija abducentnega živca, ki normalno povzroči abdukcijo očesa, povzroči nehoteno aktivacijo inervacijskega območja okulomotoričnega živca, zaradi česar se zrklo adducira in veka elevira.
- Pri hoteni premiku zrkla navzen se nereaktivna zenica skrči.

Gre za povezavo med abducentnim in okulomotoričnim živcem, zaradi katerega pride do ciliarne konstrikcije – zoženja zenice.
- Ob hoteni premiku zrkla navznoter in navzdol se veka skrči.

V tem primeru gre za hoteno aktivacijo trohlearnega živca (očesna depresija in abdukcija), ki aktivira nehoten gib retrakcije veke zaradi aktivacije veje okulomotoričnega živca.
Obstaja še nekaj manj pogostih variacij sinkinezij, ki vključujejo možganske živce:
- Sinkinezija trivejnega in abducentnega živca

Po poškodbi lobanje veja trivejnega živca, ki normalno pokriva območje motoričnega oživčenja žvečnih mišic, reinervira mišice, vključene v abdukcijo zrkla. Pojavi se nehotena abdukcija prizadetega očesa med samim žvečenjem pri jedi.
- Sinkinezija trivejnega in obraznega živca

Po kirurški intervenciji žvečne mišice lahko reinervira obrazni živec na mestu prejšnjega oživčenja trivejnega živca. To stanje lahko povzroči šibkost žvečnih mišic med samim žvečenjem, prav tako pa spremeni obrazno mimiko, saj že mežikanje povzroči nehotene kontrakcije obraznih in žvekalnih mišic.
Pojem sinkinezija se pogosto uporablja tudi kot nehotena konvergenca zrkel med gledanjem na blizu. Ta akomodacijsko-konvergentna sinkinezija se klinično kaže kot ezotropija ali kot zrkla, ki se obrnejo navznoter, ko postane razmerje med akomodacijo in konvergenco nesorazmerno visoko.

## Sinkinezije udov
Manj pogosto pa strokovnjaki navajajo pojav sinkinezije tudi na rokah in nogah. En primer je bil naveden pri bolniku s sumom na Creutzfeldt–Jakobovo boleznijo, pri katerem se je sinkinezija pojavila homolateralno med izvrševajem giba na drugi strani telesa. Prav tako je pacient izvajal zrcalne gibe kontralateralno. Patofiziologija za to vrsto sinkinezije ni znana, možen vzrok bi lahko bila disfunkcija sekundarnega motoričnega nevrona in dorzalne premotorične skorje pri spongioformni degeneraciji sive substance.
Globalne sinkinezije ali motorična irradiacija je nehoten gib, ki nastane zaradi sočasne aktivacije mišične skupine ob hoteni aktivaciji nasprotnega uda. Elektromiografski (EMG) vzorci pri bolnikih, ki so preboleli možgansko kap, so strokovnjaki primerjali z zdravimi osebami, rezultati pa so pokazali, da se globalne sinkinezije pojavljajo pogosteje pri bolnikih po preboleli možganski kapi, predvsem pa so prizadete upogibalke proksimalnega sklepa kontralateralno.

## Zdravljenje sinkinezij
Zdravljenje sinkinezij je bilo do zdaj predvsem eksperimentalne narave, večinoma pa so zaradi višje prevalence v te raziskave zdravljenja vključevali facialne sinkinezije, zaradi česar je na voljo tudi več podatkov zdravljenja te vrste sinkinezij. Zdravljenje vključuje: operativno zdravljenje, ponovno učenje uporabe facialnih mišic (angl. retraining), biološko-inštrumentalno povratno zvezo (angl. biofeedback), mimično terapijo in botoks.

### Operativno zdravljenje
Nevroliza je kirurški postopek zdravljenja sinkinezij. Je le začasno uspešen postopek lajšanja simptomov, saj se le-ti  kmalu ponovijo, ampak takrat v mnogo hujši obliki.
Miektomija je drug kirurški način zdravljenja sinkinezije. Ima trajnejši učinek in možnost ponovitve simptomov je zelo majhna. Kljub temu ima poseg nekaj pooperativnih stranskih učinkov, kot so otekline (edemi), hematomi in purpure. Zaradi vseh stranskih učinkov oz. neučinkovitosti kirurške obravnave na daljši rok se ta invazivna terapija uporablja le redko. Uporablja se predvsem pri posameznikih, ki slabo ali pa sploh ne reagirajo na ostale, manj invazivne postopke lajšanja simptomov.

### Trening obraznih mišic
Je učinkovita metoda pri 70 % prizadetih in stopnja sinkinezije se očitno zmanjša po 7 mesecih. Gre za terapijo, ki temelji na ideji, da je funkcija nevronov dinamična. Pravi, da nevroni oz. njihovi izrastki rastejo ali se razširjajo, če dobivajo primeren dražljaj. Po drugi strani pa atrofirajo, če ne prejemajo nobenih dražljajev. Da se sinkinezija omili na podlagi te ideje, paciente učijo tehnik, kako povečati frekvenco hotenih gibov in zmanjšati frekvenco nehotenih gibov. Kot primer lahko navedemo, če pacientu nehoteno miga čeljust med mežikanjem, ga naučimo, da hoteno ustavi žvekalne mišice med samim mežikanjem.

### Biološko-inštrumentalna povratna zveza
Ker pacient nima proprioceptivne senzorične povratne zanke iz obraznih mišic ali pa ta ne pošilja dovolj povratnih informacij o gibanju možganom, prizadeti pogosto ne zazna nehotenih premikov na obrazu. Ta mehanizem obstaja tudi pri zdravih ljudeh. Pri tej terapiji gre za to, da ozavestimo pacienta o položaju njegovih mišic in njihovem premikanju, in da tako sam občuti lastne gibe. Za najboljši rezultat zdravljenja se pogosto kombinirata terapija biološko-inštrumentalne povratne zveze in trening obraznih mišic. Obstajata dve obliki tega zdravljenja, in sicer elektromiografska biološko-inštrumentalna povratna zveza, pri katerem gre za vizualne ali akustične EMG-signale, ki indicirajo moč mišične kontrakcije, pacient pa mora ob tem nadzirati nehotene gibe med izvajanjem hotenih gibov, ter zrcalna biološko-inštrumentalna povratna zveza, ki je bolj osnovni način informiranja pacienta o njegovih neželenih gibih.

### Terapija mimike
Se je sprva uporabljala za terapijo facialne pareze, in sicer so se učinki kazali kot izboljšanje simetrije obraza. Kasneje se je izkazalo, da olajša simptome sinkinezije za obdobje enega leta, kar je v primerjavi s kirurškimi postopki dolgotrajnejše in manj invazivno. Namen te terapije je, da je pacient zmožen zavestno vzpostaviti povezavo med uporabo obraznih mišic in ekspresivnim čustvovanjem. Želimo torej, da pacient pridobi moč v obraznih mišicah. K terapiji sodijo: masaža obraza, aktivne vaje mišic, raztezne vaje mimičnih mišic, vaje koordinacije obeh polovic obraza ipd.

### Botoks
Je sredstvo, ki se šele od pred kratkim uporablja za zdravljenje sinkinezij. Je toksin bakterije C. botulinum in preprečuje zlivanje presinaptičnih mešičkov s presinaptično špranjo, zaradi česar pacient določenega giba ne more izvesti. Sprva so ga uporabljali za utišanje hiperkinezij po omrtvelosti obraznega živca, kasneje pa se je razširila uporaba tudi za stanja po omrtvelosti obraznega živca, za lajšanje simptomov sinkinezij in posledično zmanjšanje oz. odstranitev obsega neželenih gibov. Simptomi so po aplikaciji botoksa izginili v dveh do treh dneh. Ker pa ima botoks kratko obdobje učinkovanja, morajo pacienti prejeti terapijo z botoksom na vsake 3 mesece. Znani so pa tudi primeri, pri katerih so sinkinezije izginile po aplikacije treh odmerkov botoksa.
Še ena vrsta sinkinezij, ki se odlično odziva na zdravljenje, je sindrom hiperlakrimacije med hranjenjem ali bolj znan kot fenomen krokodiljih solz. Pri tem se botoks injicira direktno v solzno žlezo.